# العلاقات الغينية المالطية
العلاقات الغينية المالطية هي العلاقات الثنائية التي تجمع بين غينيا ومالطا.

## مقارنة بين البلدين
هذه مقارنة عامة ومرجعية للدولتين:
| وجه المقارنة                                              | غينيا       | مالطا                                                     |
| --------------------------------------------------------- | ----------- | --------------------------------------------------------- |
| المساحة (كم2)                                             | 245.86 ألف  | 316                                                       |
| عدد السكان (نسمة)                                         | 12.72 مليون | 465.29 ألف                                                |
| الكثافة السكانية (ن./كم²)                                 | 51.74       | 147.24 ألف                                                |
| العاصمة                                                   | كوناكري     | فاليتا                                                    |
| اللغة الرسمية                                             | لغة فرنسية  | اللغة المالطية، لغة إنجليزية                              |
| العملة                                                    | فرنك غيني   | يورو، ليرة مالطية                                         |
| الناتج المحلي الإجمالي (بليون دولار)                      | 10.50 مليار | 12.54 مليار                                               |
| الناتج المحلي الإجمالي (تعادل القوة الشرائية) بليون دولار | 15.24 مليار | 14.68 مليار                                               |
| الناتج المحلي الإجمالي الاسمي للفرد دولار أمريكي          | 531         | 22.60 ألف                                                 |
| الناتج المحلي الإجمالي للفرد دولار أمريكي                 | 1.22 ألف    |                                                           |
| مؤشر التنمية البشرية                                      | 0.411       | 0.839                                                     |
| رمز المكالمات الدولي                                      | +224        | +356                                                      |
| رمز الإنترنت                                              | .gn         | .mt                                                       |
| المنطقة الزمنية                                           | 00          | توقيت وسط أوروبا، ت ع م+01:00، ت ع م+02:00، أوروبا/مالطا ‏ |

## منظمات دولية مشتركة
يشترك البلدان في عضوية مجموعة من المنظمات الدولية، منها:
| علم المنظمة | اسم المنظمة                               | تاريخ انضمام غينيا | تاريخ انضمام مالطا |
| ----------- | ----------------------------------------- | ------------------ | ------------------ |
|             | يونسكو                                    | 2 فبراير 1960      | 10 فبراير 1965     |
|             | وكالة ضمان الاستثمار متعدد الأطراف        | 5 أكتوبر 1995      | 12 سبتمبر 1990     |
|             | الأمم المتحدة                             | 12 ديسمبر 1958     | 1 ديسمبر 1964      |
|             | الفريق المعني برصد الأرض                  | ?                  | ?                  |
|             | الاتحاد البريدي العالمي                   | ?                  | ?                  |
|             | البنك الدولي للإنشاء والتعمير             | 28 سبتمبر 1963     | 26 سبتمبر 1983     |
|             | منظمة حظر الأسلحة الكيميائية              | ?                  | ?                  |
|             | مؤسسة التمويل الدولية                     | 22 أكتوبر 1982     | 1 يونيو 2005       |
|             | المركز الدولي لتسوية المنازعات الاستشارية | 4 ديسمبر 1968      | 3 ديسمبر 2003      |
|             | منظمة التجارة العالمية                    | 25 أكتوبر 1995     | ?                  |
|             | منظمة الشرطة الجنائية الدولية             | ?                  | ?                  |

## وصلات خارجية
- موقع وزارة الخارجية المالطية